# 池上紗京
池上 紗京（いけがみ さきょう、8月15日 - ）は日本のイラストレーター。旧名、池上明子、池上沙京。

## 主な作品リスト

### 書籍挿絵

#### 小説
- ログアウト冒険文庫→ファミ通ゲーム文庫
  - イースシリーズ（大場惑著）

- 講談社X文庫ホワイトハート
  - マリアシリーズ（榛名しおり著）
  - 王女リーズ テューダー朝の青い瞳（榛名しおり著）
  - ブロア物語 黄金（こがね）の海の守護天使（榛名しおり著）
  - アレクサンドロス伝奇シリーズ（榛名しおり著）
  - 薫風のフィレンツェシリーズ（榛名しおり著）
  - ゲルマーニア伝奇シリーズ（榛名しおり著）
  - 幻獣降臨譚シリーズ（本宮ことは著）
  - レディ・ジュエル物語シリーズ（入皐著）
  - 王女ベリータ〜カスティーリアの薔薇〜（榛名しおり著）
  - 氷闘物語 銀盤の王子（吉田周著）
  - 女伯爵マティルダ カノッサの愛しい人（榛名しおり著）
  - 花嫁は愛に揺れる（火崎勇著）
  - 王の愛妾（火崎勇著）
  - 月の砂漠の略奪花嫁（貴嶋啓著）
  - 突然の花婿（火崎勇著）

- コバルト文庫
  - ピクテ・シェンカの不思議な森シリーズ（足塚鰯著）
  - 碧の祝福シリーズ（足塚鰯著）
  - 花嫁の選択シリーズ（小田菜摘著）
  - たとえ許されない恋だとしても（湊ようこ著）
  - 最後の王妃シリーズ（白洲梓著）※2巻まで

- B's-LOG文庫（現・ビーズログ文庫）
  - 失恋竜と契約の花嫁シリーズ（渡海奈穂著）
  - アルケミストの誓約シリーズ（栗原ちひろ著）
  - 呪われ姫のハカリゴトシリーズ（月本ナシオ著）

- 一迅社文庫アイリス
  - ヴァンパイア執事シリーズ（入皐著）
  - 天剣のセレン 邪神の花嫁と暁の王子（菅沼理恵著）

- さらさ文庫
  - ロクサリーヌ夜話 〜夜の王女と輝ける海〜（榛名しおり著）

- シフォン文庫
  - いいなりラプンツェル -プリンス・ロイヤル・ウェディング-（仁賀奈著）
  - さらわれスノーホワイト -ノーブル・ロイヤル・ウェディング-（仁賀奈著）
  - 氷雪姫は甘やかな淫熱に蕩かされて 王弟の強引な略奪愛（葉月エリカ著）※電子書籍のみ
  - 経験豊富と呼ばないで! 出戻り処女な私は、年下童貞くんの甘いおねだりに逆らえない（葉月エリカ著）※電子書籍のみ

- レガロシリーズ
  - 海賊と歌姫 黄金航路と幻の楽園（木村千世著）

- マリーローズ文庫
  - ドラマティック・ウエディング～初恋の王子に惑わされる姫君～（伊郷ルウ著）
  - 上海恋舞～百花庭園の蘭姫～（吉田行著）

- ジュリエット文庫
  - 恋と泥棒の仕方は覚えます～姫君と黒の貴公子～（火崎勇著）
  - 竜の国の花嫁（火崎勇著）
  - 王と千花の巫女（火崎勇著）

- ヴァニラ文庫
  - 黒の王子と身代わりプリンセス～戴冠式は蜜に濡れて～（夜織もか著）
  - 偽りのウェディング（夜織もか著）
  - 蜜縛〜絶対君主の甘い指先〜（夜織もか著）
  - 恋闇～淫らに触れる指先～（如月著）
  - この結婚、秘密にさせていただきます!?〜旦那さまはイケメン声優〜（麻生ミカリ著）
  - S系貴公子のお気に入り（夜織もか著）
  - 完璧令嬢の愛され新婚生活〜貴公子は新妻を甘やかす〜（夜織もか著）
  - 皇帝陛下と秘密の蜜月〜零落令嬢は寵愛される〜（如月著）

- プリエール文庫
  - 蒼空の戦乙女 永久の枷（西野花著）
  - 享楽王と姫騎士（西野花著）

- ガブリエラ文庫
  - 囚われの姫と黒の覇王（火崎勇著）
  - あなたの手を取るその前に（火崎勇著）
  - 愛炎の契約 王女は竜に抱かれる（白石まと著）
  - 畏怖王の千夜一夜（火崎勇著）
  - 国王と秘された王女（火崎勇著）
  - 国王陛下とウェスラーの娘（火崎勇著）
  - フレールの魔獣 孤独な王女は純潔を捧ぐ（火崎勇著）

- アリアンローズ
  - 竜の卵を拾いましてシリーズ（おきょう著）

- ハニー文庫
  - 略奪愛〜囚われ姫の千一夜〜（天条アンナ著）

- 角川ビーンズ文庫
  - 盟約の花嫁（徒然著）

- 蜜猫文庫
  - 執愛遊戯 甘い支配に溺れて（みかづき紅月著）
  - 公爵様の可愛い恋人（七福さゆり著）

- ロイヤルキス文庫
  - ロイヤル・フィアンセ〜国王陛下の淫らなくちづけ〜（伊郷ルウ著）

- ティアラ文庫
  - 悪狼 -EAT OUT-（仁賀奈著）

- ガブリエラブックス
  - バリキャリですが転生して王子殿下の溺愛秘書として頑張ります!!（火崎勇著）

#### テーブルトークRPG
- アドバンスド・ファンタズム・アドベンチャー（大日本絵画）
- イース テーブルトークRPGシリーズ（アスキー）
- ウィザードリィロールプレイングゲーム キャンペーンシナリオ トレボー戦役（アスキー）

### コンピュータゲーム
- チャイムズクエスト（アスキー）
- シューティングツクール98 バカスカウォーズ（アスキー）
- ウィザードリィ外伝I、II（アスキー）
- ネザードメイン（バタフライ）
- THE END of CROSS KNIGHTS（IMJモバイル）
- RPGツクールDS（エンターブレイン）